# Голям Беглик
 Тази статия е за бившия язовир Васил Коларов.  За резервата Беглика вижте Беглика.  За малкия язовир Беглика вижте Беглика (язовир).
Голям Беглик (до 14 март 1950 г. Ташбоаз, до 11 юни 1999 г. Васил Коларов) е язовир в землището на град Батак в Западните Родопи, част от каскадата Баташки водносилов път.
Язовирът е изграден по течението на Крива река, приток на Девинска река, в местността „Ташбоаз“ („Камен проход“). Язовирната стена се намира на Републикански път II-37, по средата между Доспат и Батак, а Сърница е малко по-близо до язовира. В близост е разположен резерватът „Беглика“.
Строежът на язовира започва през 1946 година, като първоначалният замисъл е да се използва като годишен изравнител на ВЕЦ „Въча“ и за напояване в района на Кричим, но впоследствие е включен като годишен изравнител в новопроектирания Баташки водносилов път. Частичното завиряване започва през 1949 година, а официално е въведен в експлоатация на 11 ноември 1951 година.

## Язовирна стена
Язовирната стена първоначално е каменнозидана с риолитови блокове. Въздушният откос е облицован с каменна зидария с дебелина 1 метър, а водният – с бетонов екран от 2,5 метра, хидроизолация и бетонови плочи. Стената е в хоризонтална крива с радиус 2100 метра и стрелка 3 метра. Височината ѝ от основата е 46,50 m, а короната, разположена на кота 1528,5 m, е с дължина 191 m.
Преливникът е траншеен, разположен вдясно от стената, и има дължина 57 метра и капацитет 58 m³/s. Основният изпускател е вграден в стената и включва две тръби с диаметър 1200 mm и пропускателна способност 36 m³/s.
В средата на 60-те години на XX век язовирната стена претърпява сериозна авария. В горната ѝ част възникват сериозни деформации – 68 сантиметра в хоризонтална и 77 сантиметра във вертикална посока, водоплътният екран е нарушен и започва филтриране на вода, достигащо 190 l/s. В резултат на това язовирът е изпразнен и стената е ремонтирана, като е поставен изцяло нов екран, в тялото ѝ е инжектиран цименто-пясъчен разтвор, а горните ѝ части са президани. Ремонтът е използван и за надграждане на преливника, което увеличава полезния обем на язовира с 3 млн. m³.

## Водохранилище
Първоначално язовирът е планиран за общ завирен обем от 64 милиона кубични метра, увеличен след реконструкция през 1965 година до 67 милиона кубични метра. Измервания при източване на язовира през 1990 година установяват реален обем от 62,1 милиона кубични метра, като полезният обем е 58,17 млн. m³. Най-високото водно ниво е 1528,20 m, най-високото работно водно ниво – 1527,30 m, а най-ниско работно водно ниво – 1503,00 m.